# Trường đua Jeddah Corniche
Trường đua Jeddah Corniche (tiếng Ả Rập: حلبة كورنيش جدة) là một trường đua đường phố nằm ở thành phố Jeddah, Ả Rập Xê Út. Trường đua hiện đang đăng cai giải đua ô tô Công thức 1 Ả Rập Xê Út trong Công thức 1.

## Mô tả
Được đặt tên là 'trường đua nhanh nhất' trên lịch Công thức 1 với những chiếc xe Công thức 1 với tốc độ trung bình hơn 250 km/h, Jeddah Corniche là đường đua dài thứ hai trên lịch Công thức 1 chỉ sau trường đua Spa-Francorchamps. Ngoài ra, ba phần liên tiếp của đường đua được đánh dấu là khu vực DRS tiềm năng.
Đường đua nằm trên Jeddah Corniche tiếp giáp với Biển Đỏ, được thiết kế bởi Carsten Tilke, con trai của nhà thiết kế đường đua nổi tiếng người Đức Hermann Tilke. Vào tháng 11 năm 2022, Jeddah tổ chức chặng đua cuối cùng của giải đua xe World Touring Car Cup 2022 và cũng là cuộc đua cuối cùng của giải đua xe WTCR. Thay vì sử dụng kiểu đường Grand Prix thông thường, kiểu đường ngắn hơn 3,450 km đã được sử dụng cho cuộc đua đó.

## Kỷ lục thời gian
Dưới đây là các kỷ lục thời gian của các giải đua được tổ chức ở trường đua Jeddah Corniche:
| Giải đua                                      | Thời gian                              | Tay đua                                | Xe                                     | Sự kiện                                                |
| Kiểu đường Grand Prix: 6.174 km (2021)        | Kiểu đường Grand Prix: 6.174 km (2021) | Kiểu đường Grand Prix: 6.174 km (2021) | Kiểu đường Grand Prix: 6.174 km (2021) | Kiểu đường Grand Prix: 6.174 km (2021)                 |
| --------------------------------------------- | -------------------------------------- | -------------------------------------- | -------------------------------------- | ------------------------------------------------------ |
| Công thức 1                                   | 1:30.734                               | Lewis Hamilton                         | Mercedes-AMG F1 W12 E Performance      | Chặng đua GP Ả Rập Xê Út 2021                          |
| FIA Formula 2                                 | 1:43.940                               | Oscar Piastri                          | Dallara F2 2018                        | Giải đua ô tô Công thức 2 Jeddah 2021                  |
| Porsche Carrera Cup                           | 2:03.645                               | Bandar Alesayi                         | Porsche 911 (992) GT3 Cup              | 2022 Jeddah Porsche Sprint Challenge Middle East       |
| GT4                                           | 2:09.820                               | Freddy Fast                            | Porsche 718 Cayman GT4 Clubsport       | 2022 Jeddah Porsche Sprint Challenge Middle East round |
| Kiểu đường Short Circuit: 3.450 km (2022–nay) |                                        |                                        |                                        |                                                        |
| TCR Touring Car                               | 1:16.986                               | Gilles Magnus                          | Audi RS 3 LMS TCR (2021)               | 2022 WTCR Race of Saudi Arabia                         |